# Ičalkovskij rajon
L'Ičalkovskij rajon (in russo Ичалковский район?) è un municipal'nyj rajon della Repubblica Autonoma di Mordovia, nella Russia europea.